# Abbaye de Bottenbroich
L'abbaye de Bottenbroich est une ancienne abbaye cistercienne à Kerpen, dans le Land de Rhénanie-du-Nord-Westphalie, dans l'archidiocèse de Cologne.

## Histoire

### Fondation des Prémontrés
La ferme de Bottenbroich est fondée en 1222 par le prévôt Gottfried von Münstereifel sous la supervision de l'abbé de Hamborn. À l'origine, elle appartient à l'abbaye prémontrée de Füssenich. Le prévôt fait don du terrain pour fonder une abbaye cistercienne. Elle devient un lieu de pèlerinage en 1420 grâce à une pietà miraculeuse.

### Une abbaye cistercienne
En 1448, l'abbaye connaît des difficultés financières, elle obtient alors une filiation avec l'abbaye de Kamp. Des moines qui en sont originaires s'installent et redonnent une prospérité. Avec le soutien des seigneurs de Hemmersbach, qui choisissent de faire de l'abbaye leur lieu de sépulture, une nouvelle église est construite et consacrée en 1484. En 1777, le prieuré relève de l'abbaye de Marienstatt (de) et devient un prévôté ;  les moines vont à Marienstatt et à Mariawald.

### Depuis la Révolution
Lors de la sécularisation, l'abbaye est dissoute, l'église abbatiale devient paroissiale. En 2004, les terrains autour devenus des terres agricoles sont choisis pour accueillir la veillée de prières des journées mondiales de la jeunesse 2005 et reçoivent le nom de Marienfeld.
En septembre 2006, des moines de l'abbaye de Stiepel sont présents pour l'installation d'une stèle, un cadre solaire portant l'emblème de l'abbaye de Morimond.

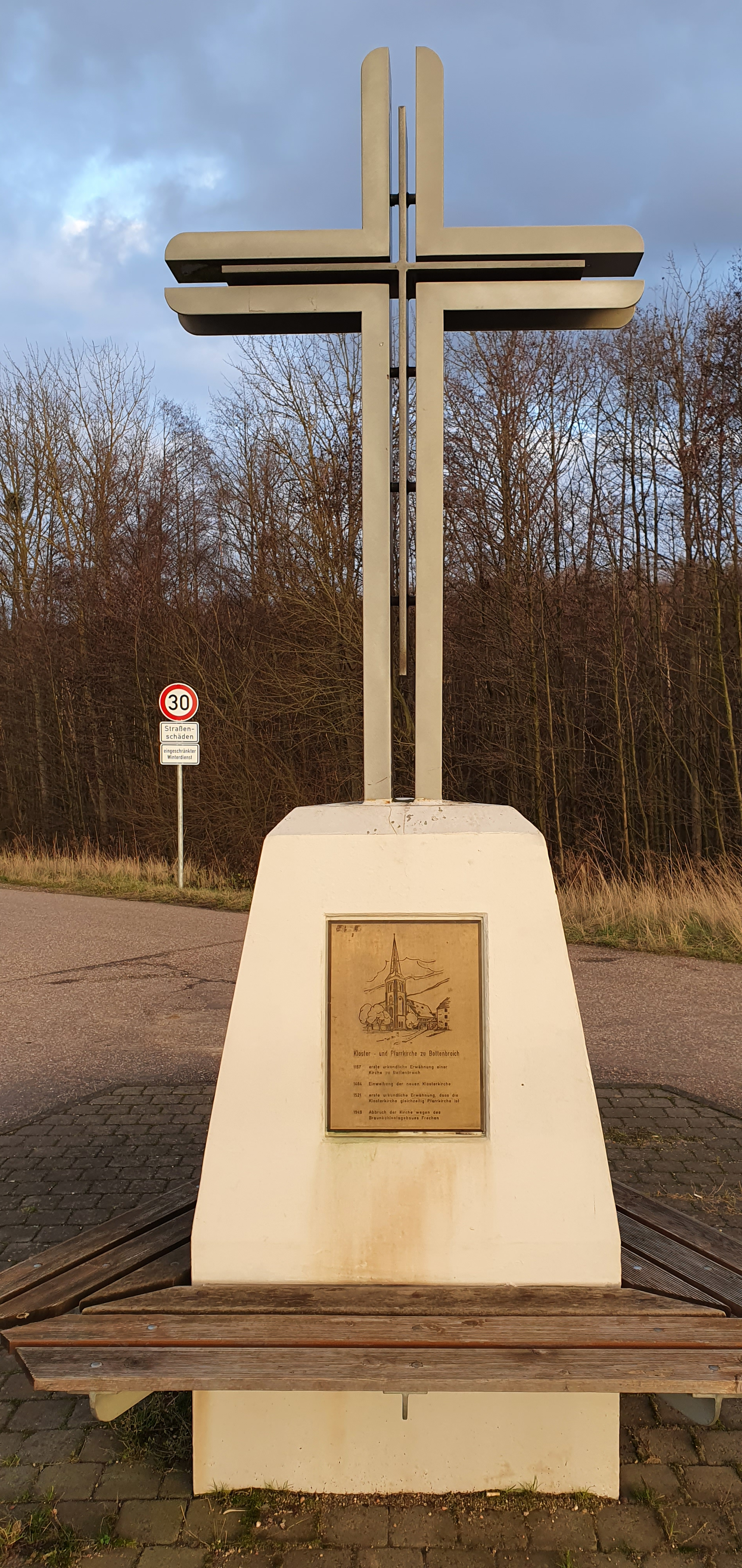
Croix et plaque sur le site.
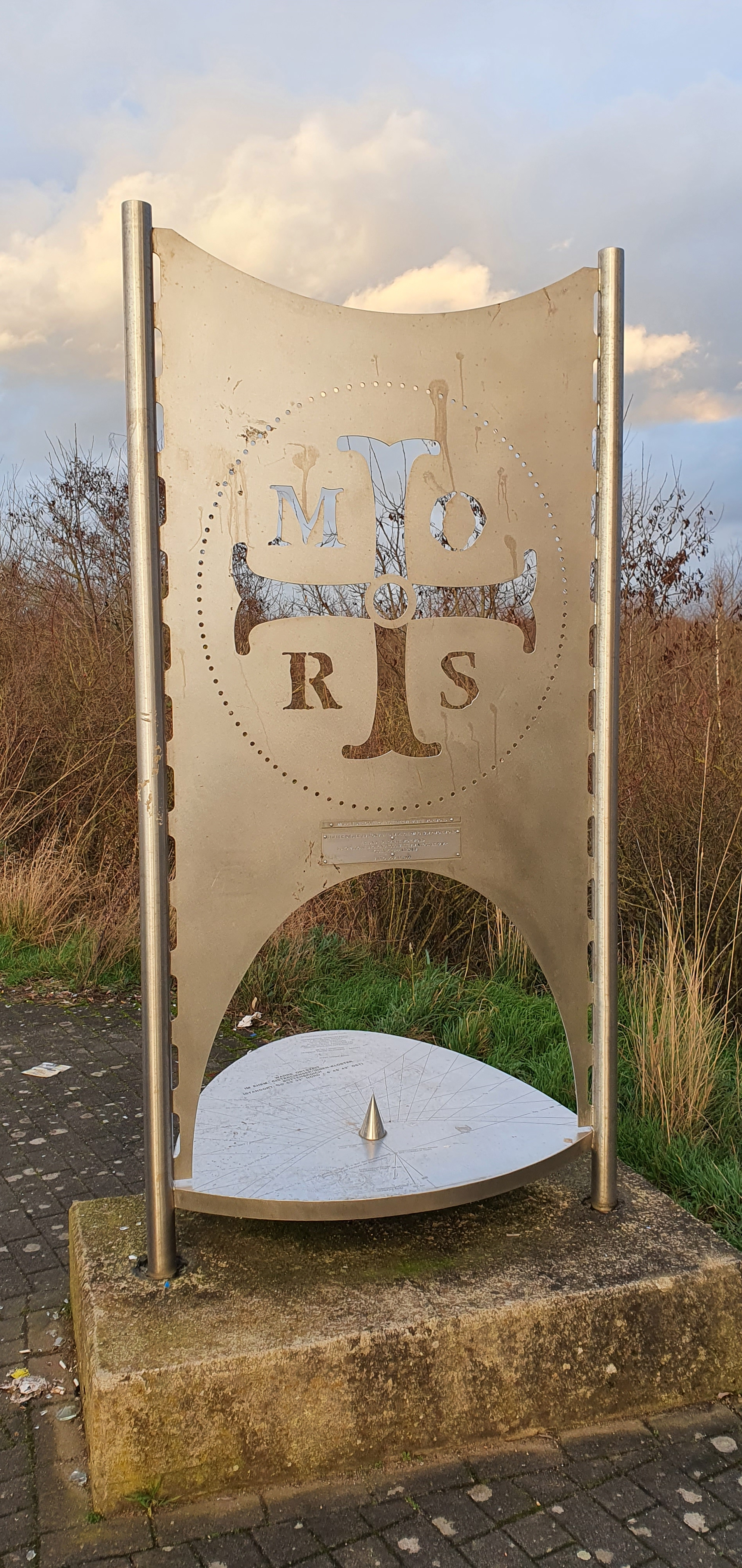